# Abendsonne
Abendsonne is een Duits historisch motorfietsmerk.
De bedrijfsnaam was: Abendsonne Motorfahrzeugbau, Darmstadt.
Dit was een klein Duits fabriekje dat in 1933 en 1934 een kleine serie motorfietsen bouwde die ontworpen waren door Georg Weißbinder. Hij maakte 196cc-tweetakten door twee 98cc-Villiers-blokjes aan elkaar te koppelen. Het was een weinig succesvolle constructie, temeer omdat er in die tijd een groot aanbod van 200cc-motorfietsen was. Sinds 1928 mocht men daar in Duitsland belastingvrij en zonder rijbewijs meer rijden.